# Michal Janec
Michal Janec (* 28. dubna 1992 v Žilině) je slovenský fotbalový obránce, od srpna 2015 působící v TJ Iskra Borčice. Mimo Slovensko působil v Česku.

## Klubová kariéra
Svou fotbalovou kariéru začal v Žilině, kde se v roce 2010 propracoval přes mládežnické kategorie do prvního týmu. V roce 2011 působil na hostování v Rimavské Sobotě a poté hostoval v Liptovský Mikuláš. V zimním přestupovém období sezony 2012/13 přestoupil do českého týmu FC Slovan Liberec, který se pro něj stal prvním zahraničním angažmá. Za první mužstvo neodehrál žádný zápas. Působil na hostování v jiných klubech. Konkrétně v průběhu podzimní části ročníku 2013/14 odešel do Ružomberoku, na jaře 2014 hrál za český Třinec, v průběhu podzimu 2014 zamířil do českého Kolína, a v jarní části sezony 2014/15 nastupoval v dresu Lokomotívy Zvolen. V létě 2015 Liberec definitivně opustil a podepsal kontrakt s klubem TJ Iskra Borčice, tehdejším nováčkem druhé slovenské ligy.

## Reprezentační kariéra
Michal Janec nastupoval v minulosti za reprezentační výběry Slovenska do 19 a 21 let.